# گذرگاه مرزی بیله‌سوار
گذرگاه مرزی بیله‌سوار یا بازارچه بیله‌سوار یا گمرگ بیله‌سوار در استان اردبیل، شهرستان مرزی بیله‌سوار مغان واقع شده‌است. فاصله گمرک بیله‌سوار از مرکز استان اردبیل ۱۵۹ کیلومتر و تا نزدیک‌ترین فرودگاه ۵۰ کیلومتر است؛ و فاصله تا باکو، پایتخت کشور جمهوری آذربایجان حدود ۱۳۰ کیلومتر است.
این گمرک یکی از دو گمرک مشترک بین ایران و جمهوری آذربایجان است. قدمت این گمرک به بیش از ۲۰۰ سال می‌رسد که در زمان اتحاد جماهیر سوسیالیستی شوروی برای مدتی تعطیل شده و بعد از استقلال جمهوری آذربایجان دوباره فعال شد. فعالیت این گمرک شبانه‌روزی است.
بازارچه مشترک بین بیله سوار ایران و کشور آذربایجان به صورت نیمه‌تعطیل بوده ولی بازارچه گمرک در سه فاز فعال بوده و هر روز هزاران نفر را از نقاط مختلف برای داد و ستد به این شهرستان می‌کِشد. عمده اجناس ارائه شده در این بازارچه لباس زنانه و کت و شلوار مردانه و لوازم آرایشی و بهداشتی است.
ورود به ایران برای آذربایجانی‌ها بدون صدور روادید صورت می‌گیرد؛ ولی برای ایرانی‌ها وجود روادید (ویزا) الزامی است. ساکنین و متولدین شهرستان بیله‌سوار می‌توانند با جواز گذر مرزی ۴۵ کیلومتری بدون داشتن روادید تردد نمایند.